# Aglauco Casadio
Aglauco Casadio (* 23. November 1917 in Faenza) ist ein italienischer Dichter, Filmemacher und Kunstkritiker.

## Leben
Casadio lernte bereits in seiner Jugend einige Literaten kennen, die seine Arbeiten in der Zeitschrift Psospettivi veröffentlichten. 1951 begann Casadio als Journalist zu arbeiten und war ungenannter Ko-Autor einiger Drehbücher. Nach einigen Dokumentarfilmen (La ferriera abbandonata und Piccola cabotaggio pittorico) die in Venedig gezeigt wurden, inszenierte er 1957 den Spielfilm Un ettaro di cielo, der trotz von Kritikern bescheinigter Poesie und Humor kein Publikumserfolg wurde. Vier Jahre später drehte Casadio seinen letzten Film, den Kinderfilm Cinque leoni un soldo. Danach widmete er sich wieder der Literatur.

## Werke (Auswahl)
- 1945: Servolini xilografo, Forli Zavatti Editore
- 1988: Ciarrocchi, Pesaro Edizioni della Pergola

## Filmografie
- 1958: Un ettaro di cielo
- 1961: Cinque leoni un soldo